# Pleurotomella vaginata
Pleurotomella vaginata är en snäckart som beskrevs av Dall 1927. Pleurotomella vaginata ingår i släktet Pleurotomella och familjen kägelsnäckor. Inga underarter finns listade i Catalogue of Life.